# Carroll County (Kentucky)
Carroll County ist ein County im Bundesstaat Kentucky der Vereinigten Staaten. Der Verwaltungssitz (County Seat) ist Carrollton. Das U.S. Census Bureau hat bei der Volkszählung 2020 eine Einwohnerzahl von 10.810 ermittelt.

## Geographie
Das County liegt im Norden von Kentucky, grenzt an den Bundesstaat Indiana, getrennt durch den Ohio River und hat eine Fläche von 356 Quadratkilometern, wovon 19 Quadratkilometer Wasserfläche sind. Es grenzt in Kentucky im Uhrzeigersinn an folgende Countys: Gallatin County, Owen County, Henry County und Trimble County.

## Geschichte
Carroll County wurde am 9. Februar 1838 aus Teilen des Gallatin County gebildet. Benannt wurde es nach Charles Carroll, einem Unterzeichner der Unabhängigkeitserklärung.
11 Bauwerke und Stätten des Countys sind im National Register of Historic Places eingetragen (Stand 6. September 2017).

## Demografische Daten

Alterspyramide des Carroll Countys (Stand: 2000)

Nach der Volkszählung im Jahr 2000 lebten hier 10.155 Menschen in 3.940 Haushalten und 2.722 Familien. Die Bevölkerungsdichte betrug 30 Einwohner pro km². Ethnisch betrachtet setzte sich die Bevölkerung zusammen aus 95,16 % weißer Bevölkerung, 1,94 % Afroamerikanern, 0,23 % amerikanischen Ureinwohnern, 0,17 % Asiaten, 0,05 % Bewohnern aus dem pazifischen Inselraum und 1,42 % aus anderen ethnischen Gruppen. 1,04 % stammten von zwei oder mehr Rassen ab. 3,25 % der Bevölkerung waren spanischer oder latein-amerikanischer Abstammung.
Von den 3.940 Haushalten hatten 33,1 Prozent Kinder und Jugendliche unter 18 Jahre, die bei ihnen lebten. 52,4 Prozent waren verheiratete, zusammenlebende Paare, 11,7 Prozent waren allein erziehende Mütter, 30,9 Prozent waren keine Familien, 25,3 Prozent waren Singlehaushalte und in 10,1 Prozent lebten Menschen im Alter von 65 Jahren oder darüber. Die Durchschnittshaushaltsgröße betrug 2,51 und die durchschnittliche Familiengröße lag bei 2,98 Personen.
Auf das gesamte County bezogen setzte sich die Bevölkerung zusammen aus 25,3 Prozent Einwohnern unter 18 Jahren, 9,1 Prozent zwischen 18 und 24 Jahren, 29,9 Prozent zwischen 25 und 44 Jahren, 23,2 Prozent zwischen 45 und 64 Jahren und 12,5 Prozent waren 65 Jahre alt oder darüber. Das Durchschnittsalter betrug 36 Jahre. Auf 100 weibliche Personen kamen 101,2 männliche Personen. Auf 100 Frauen im Alter von 18 Jahren alt oder darüber kamen statistisch 99,0 Männer.
Das jährliche Durchschnittseinkommen eines Haushalts betrug 35.925 USD, das Durchschnittseinkommen der Familien betrug 44.037 USD. Männer hatten ein Durchschnittseinkommen von 33.588 USD, Frauen 20.974 USD. Das Prokopfeinkommen betrug 17.057 USD. 10,4 Prozent der Familien und 14,9 Prozent der Bevölkerung lebten unterhalb der Armutsgrenze. Davon waren 19,8 Prozent Kinder oder Jugendliche unter 18 Jahre und 21,6 Prozent waren Menschen über 65 Jahre.

## Orte im County
- Carrollton
- Carson
- Easterday
- English
- Ghent
- Indian Hills
- Langstaff
- Locust
- Prestonville
- Sanders
- Worthville